# Lukáš Humpl
Lukáš Humpl (* 1974) je český psycholog Psychosociální intervenční služby (SPIS) a mluvčí Zdravotnické záchranné služby Moravskoslezského kraje.
Studoval středoškolský obor Všeobecná sestra a pokračoval kvalifikačním nástavbovým studiem, roku 2000 završil vysokokolské studium psychologie prací Svědkové Jehovovi – psychologické aspekty členství a odchodu ze skupiny.
Dříve pracoval jako psycholog ve Státní slezské nemocnici v Opavě a byl vedoucím operačního střediska Zdravotnické záchranné služby v Opavě.

## Publikační činnost
- HUMPL, Lukáš: Svědkové Jehovovi a civilní služba: Dingir 1/03[7]
- HUMPL, Lukáš – PROKOP, Jiří Maxmilián – TOBIÁŠOVÁ, Alena: První psychická pomoc ve zdravotnictví[8]